# Hrabstwo Newberry
Hrabstwo Newberry – hrabstwo w stanie Karolina Południowa w USA.

## Geografia
Według United States Census Bureau całkowita powierzchnia hrabstwa wynosi 1676 km² z czego 1631 km² stanowią lądy, a 45 km² stanowią wody. Według szacunków w roku 2010 hrabstwo zamieszkiwało 37 508 mieszkańców. Jego siedzibą administracyjną jest Newberry.

### Miasta
- Newberry
- Little Mountain
- Peak
- Pomaria
- Prosperity
- Silverstreet
- Whitmire

### Sąsiednie hrabstwa
- Hrabstwo Union (północ)
- Hrabstwo Fairfield (wschód)
- Hrabstwo Lexington (południowy wschód)
- Hrabstwo Richland (południowy wschód)
- Hrabstwo Saluda (południe)
- Hrabstwo Greenwood (południowy zachód)
- Hrabstwo Laurens (północny zachód)